# Alex Goot

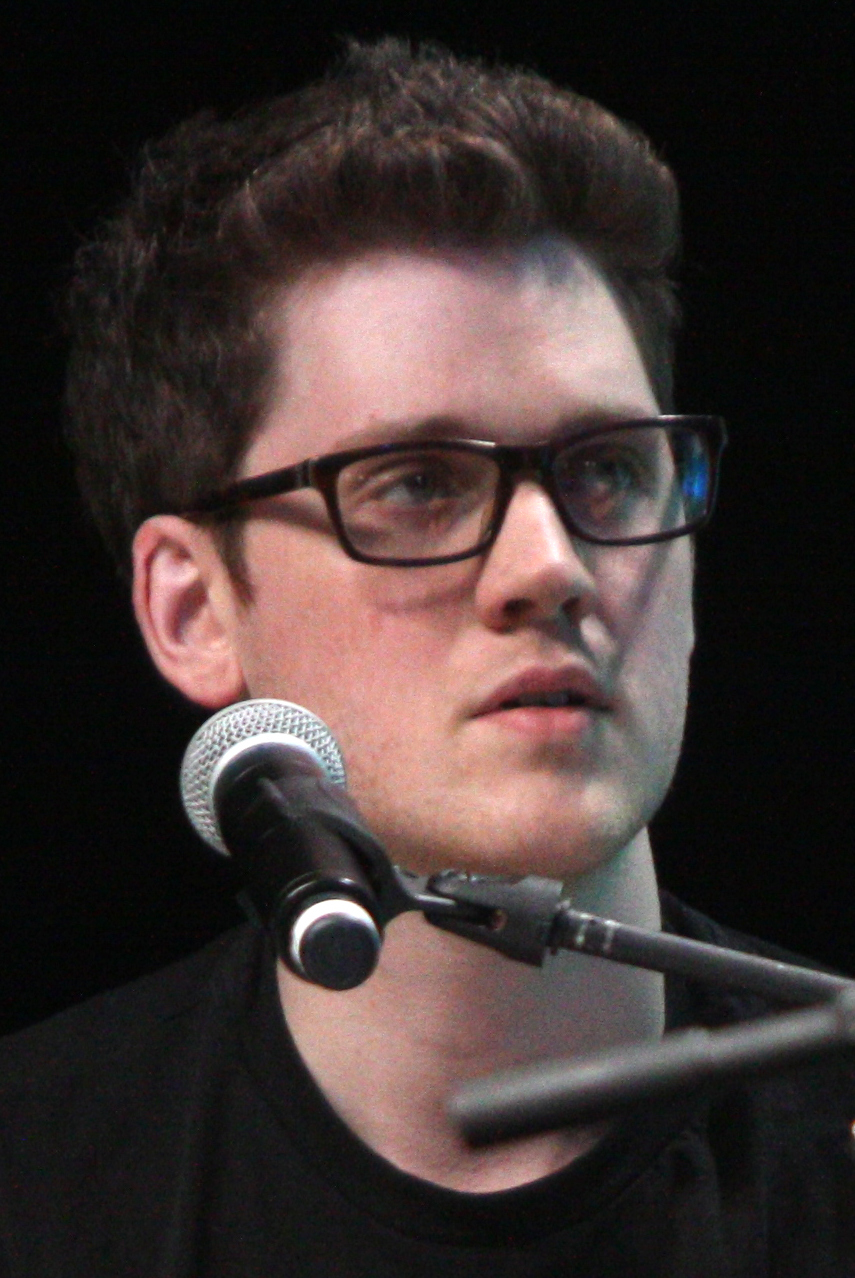
Alex Goot (2012)

Alexander George Goot (* 15. März 1988 in Poughkeepsie, New York) ist ein US-amerikanischer Sänger, Multiinstrumentalist und Produzent seiner Musik. Er spielt unter anderem Klavier, Gitarre und Schlagzeug. Seine Werke publiziert er hauptsächlich auf seinem YouTube-Kanal.

## Biografie und Karriere
Goot begann im Alter von 16 Jahren Musik aufzunehmen. Die Musik ist seit jeher sein Lebenstraum und es gab für ihn auch nie einen „Plan B“.
Goot arbeitet an eigenen Songs als auch an Cover-Versionen. Durch die Cover-Versionen erreichte er mehr Aufmerksamkeit. Sein YouTube-Kanal gootmusic ist für ihn zur wichtigsten Plattform geworden. Er lädt dort seit 2010 seine neu erscheinenden Werke hoch. Schnell gehörte sein Kanal zu den meist gefolgten Musik-Kanälen auf YouTube. Der Anteil an Cover-Versionen
überwiegt dabei.
Durch das Social Web hat er die Möglichkeit bekommen, der klassische Weg über die Musikindustrie fällt für ihn weg. Heute hat sein Kanal über 3,3 Millionen Abonnenten und über 680 Millionen Video-Aufrufe erreicht (Stand Dezember 2018). Zählt man dazu seine Auftritte in verschiedenen sozialen Netzwerken wie Facebook, Twitter, MySpace und Instagram, so erreicht er eine mehrere Millionen Menschen schwere Fan-Basis.
Goot ist ein unabhängiger Musiker und hat keinen Plattenvertrag. Er singt, musiziert und produziert die Lieder selbst. Goot hat sich ein eigenes Heimstudio in Poughkeepsie eingerichtet, das man in vielen Musikvideos sehen kann. Sein erstes Studioalbum In Your Atmosphere konnte er mittels einer erfolgreichen Crowdfunding-Kampagne auf der Plattform Kickstarter finanzieren.
Nachdem er viele Jahre lang seine Musik sowie Videos in seinem Heimstudio in Poughkeepsie aufnahm, zog er Anfang Februar 2015, nach seiner Europa-Tournee im Januar 2015, nach Los Angeles um.
Seine allein aufgenommenen Cover-Versionen fasst Goot in der Alben-Reihe Songs I Wish I Wrote zusammen, von der es mittlerweile fünf Ausgaben gibt. In seiner Laufbahn hat er zudem mit zahlreichen anderen Musikern, die ebenso primär auf YouTube vertreten sind, gemeinsame Cover-Versionen von Liedern aufgenommen, die in der Alben-Reihe Alex Goot & Friends publiziert werden. So sind unter anderem Cover-Versionen mit der Band Against the Current sowie den Künstlern Chad Sugg, Luke Conard, Kurt Schneider, Sam Tsui und Tyler Ward entstanden.
Im August 2015 veröffentlichte Goot ein Cover des Liedes Bohemian Rhapsody auf seinem YouTube-Kanal, dessen Produktion eine „wahrhaft unglaubliche und erleuchtende Erfahrung“ für ihn war. Es stellt seiner Ansicht die bedeutendste Leistung von ihm als Musikproduzent dar, da er leidenschaftlich über 350 Stunden Arbeitszeit in 419 Audiospuren (über 300 davon Gesang) für sein Cover investiert hat. Nach eigener Aussage wurden keine bestehenden Samples verwendet, alles wurde von ihm aufgenommen und verarbeitet. Neben Goot singen viele namhafte YouTuber in diesem Cover mit, unter anderem Kurt Hugo Schneider, Sam Tsui und Tyler Ward. Zusätzlich wurde ein aufwändiges Musikvideo in Goots Studio in Los Angeles gedreht, von dem die zweite Hälfte im One-Take-Stil umgesetzt wurde. Regie hierbei führte Kurt Hugo Schneider.
Am 19. Juni 2016 heirateten Goot und seine Verlobte Elle Fowler im Bacara Resort & Spa in Santa Barbara, Kalifornien.
Zu seinen erfolgreichsten Werken zählen Cover-Versionen von den Liedern Counting Stars (ursprünglich von OneRepublic), Good Time (ursprünglich von Owl City), Catch My Breath (ursprünglich von Kelly Clarkson) und Beauty And A Beat (ursprünglich von Justin Bieber). Allein diese vier Musik-Videos erreichten auf YouTube Dutzende Millionen Aufrufe.

## Musik-Stil
In vielen seiner Musik-Videos tritt Goot als eine Ein-Mann-Band auf und spielt viele Instrumente. So spielt er neben Gitarre und Bass-Gitarre auch Klavier, Akkordeon, Schlagzeug, Cajón und Glockenspiel. Das Glockenspiel verwendet er in vielen Werken,   beispielsweise am Anfang seines Covers von It Girl (ursprünglich von Jason Derulo).

## Diskografie
Die Angaben sind aus iTunes, Google Play sowie seinen Ankündigungen entnommen.

### Studioalben eigener Songs
- 2012: In Your Atmosphere
- 2013: In Your Atmosphere (Deluxe Edition)
- 2014: Wake Up Call

### Studioalben gecoverter Songs

#### Songs I Wish I Wrote
- 2010: Songs I Wish I Wrote
- 2011: Songs I Wish I Wrote, Vol. 2
- 2012: Songs I Wish I Wrote, Vol. 3
- 2014: Songs I Wish I Wrote, Vol. 4
- 2015: Songs I Wish I Wrote: Unplugged (überschneidet sich teilweise mit vorherigen Alben)

#### Alex Goot & Friends
- 2012: Alex Goot & Friends, Vol. 1
- 2012: Alex Goot & Friends, Vol. 2
- 2014: Alex Goot & Friends, Vol. 3
- 2015: Alex Goot & Friends, Vol. 4

### Ältere Singles und Alben veröffentlicht unter dem Künstlernamen „Goot“
- 2005: 158[15]
- 2005–2007 (genaues Datum unbekannt, vermutlich 2006[16]): For Lack of Better Words[15]
- 2007: Asleep At the Wheel[15]
- 2008: Arranged Noise
- 2009: Welcome to the World
- 2009: Take Cover
- 2009: Read My Mind

## Gespielte Konzerte und Tourneen

### 2012
- Europa-Tournee vom 4. bis zum 21. Juni (Belgien, Deutschland, Frankreich, Vereinigtes Königreich)[17]
- US-Tournee vom 9. November bis zum 2. Dezember[17]

### 2013
- US- sowie Vereinigtes-Königreich-Tournee vom 27. Februar bis zum 21. März[17]
- US- und Kanada-Tournee vom 12. Juli bis zum 25. August, teilweise mit den Gaststars Landon Austin, Luke Conard, Kurt Schneider, Sam Tsui und den Bands Against The Current und King The Kid[17]

### 2014
- Asien- und Australien-Tournee vom 19. August bis zum 5. September gemeinsam mit der Band Against The Current (Australien, China, Indonesien, Malaysia, Philippinen, Singapur, Taiwan)[18]

### 2015
- Europa-Tournee vom 15. bis zum 31. Januar gemeinsam mit Luke Conard[19] (Dänemark, Deutschland, Frankreich, Niederlande, Österreich, Vereinigtes Königreich)[18]